# Осичковское урочище
Осичковское урочище (укр. Осичківське) — заповедное урочище местного значения на Украине. Расположено в пределах Ольшанской поселковой общины Голованевского района Кировоградской области, к востоку от села Осычки.
Площадь урочища составляет 75 га. Статус присвоен согласно решению Кировоградского областного совета от 26 августа 1994 года № 13.
Статус присвоен для сохранения части лесного массива на склонах и днище балки. Растут средневековые насаждения дуба, встречаются группировки редких растений.